# Shahr-e Jadīd-e Hashtgerd
Shahr-e Jadīd-e Hashtgerd (farsi شهر جدید هشتگرد), nello shahrestān di Savojbolagh, circoscrizione Centrale, nella provincia di Alborz in Iran, è la parte nuova della città di Hashtgerd e si trova a nord-ovest di quest'ultima; è conosciuta anche come Hashtgerd New Town. Aveva, nel 2006, una popolazione di 15.619 abitanti.